# Jan van Ees
Jan van Ees (Leiden, 2 maart 1896 - Hilversum, 23 oktober 1966) was een Nederlands acteur.

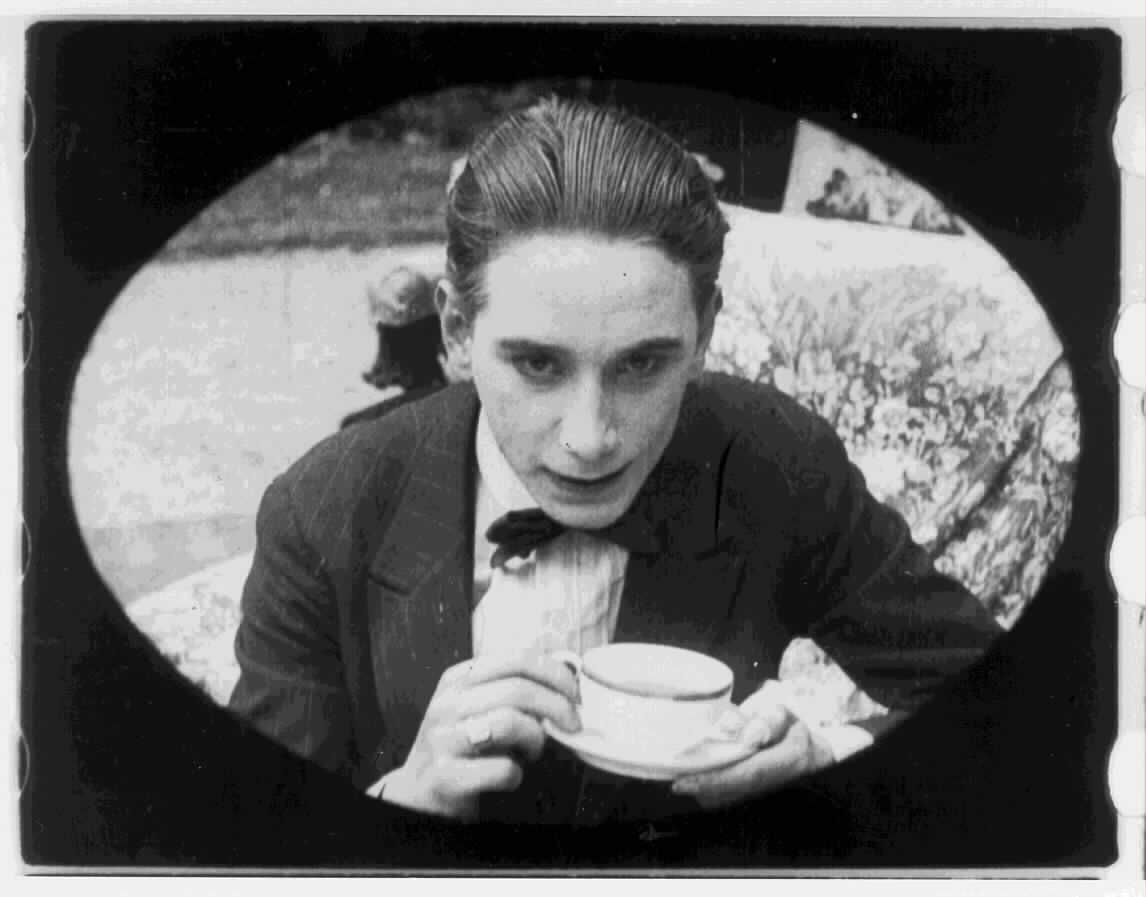
Jan van Ees in de film Voorbeschikten (1920)

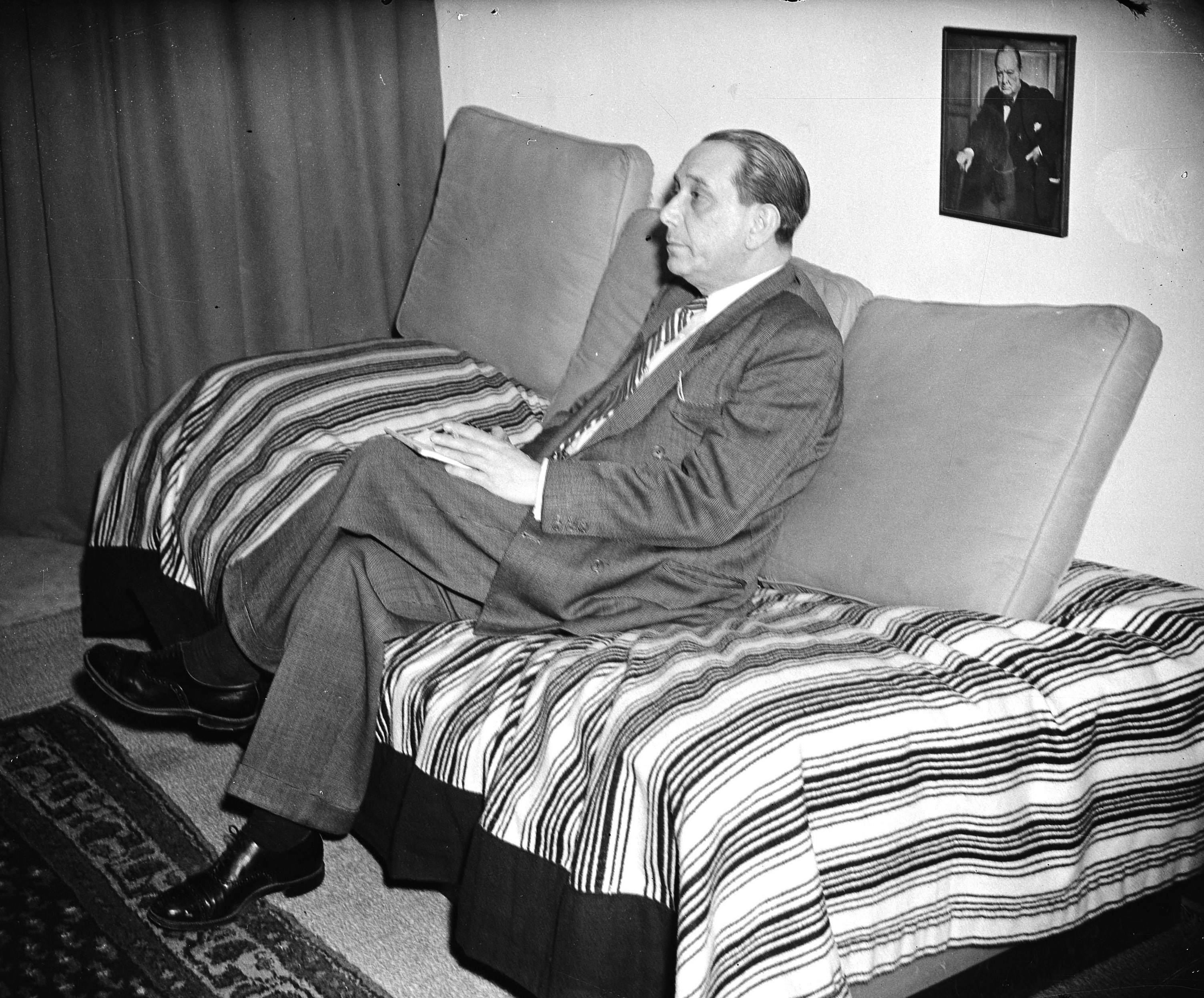
Jan van Ees in 1949

## Levensloop
Van Ees volgde de HBS in Leiden en had enige tijd een kantoorbaan in Amsterdam.
Hij kwam in 1914 bij het Rotterdamsch Tooneel, speelde van 1923 tot 1932 bij het Vereenigd Rotterdamsch-Hofstad Tooneel, van 1933 tot 1936 bij het Centraal Toneel en maakte tussen 1936 en 1939 tournees door Nederlands Oost- en West-Indië.
Zijn filmdebuut maakte Van Ees in 1920 met de stomme film Voorbeschikten, maar zijn doorbraak kwam met Nederlands eerste geluidsfilm De Jantjes in 1934. Daarna maakte hij onder meer nog deel uit van de cast van Bleeke Bet (1934) en Op hoop van zegen (1935). In die films was hij vaak te zien samen met zijn toenmalige geliefde Fien de la Mar.
Tussen 1940 en 1945 was Jan van Ees actief als toneelschrijver, tekstschrijver, acteur en regisseur. Hij werkte in de oorlog onder andere samen met zijn vroegere directeur Cor van der Lugt Melsert, eerst bij de N.V. Het Nederlandsch Tooneel. In 1942 ging Van Ees (met een groot deel van dat gezelschap) over naar het Gemeentelijk Theater Bedrijf Amsterdam, dat de boedel van Het Nederlandsch Tooneel overnam en van welk bedrijf Cor van der Lugt de intendant werd. In maart 1944 speelde hij in De kringloop der kleinmoedigheid van Dick Ouwendijk.
Na de oorlog was hij van 1946 tot 1952 werkzaam in het Theater Plezier van Floris Meslier en Toon Hermans. Daarna werd hij een gewaardeerd lid van de hoorspelkern van de Nederlandse Radio Unie. Hij verwierf grote bekendheid door zijn vertolking van de hoofdrol in de hoorspelenreeks Paul Vlaanderen, die hij zelf uit het Engels vertaalde van werk van onder meer Francis Durbridge onder het pseudoniem Jan Bennik ("Jan ben ik").
Hij was eerst gehuwd met Lucy van Ees (1898-1979, echte naam Elisabeth Verjans), die ook een tijdje acteerde bij theatergroep De Splinters. Na de echtscheiding van Verjans, huwde hij in 1927 met Cornelia (Corry) van Os, hoorspelactrice Annemarie du Pon-van Ees (geboren 1928) was hun dochter.

## Publicaties
Van Ees schreef verschillende toneelstukken, waarvan een vijftal werd gepubliceerd in het toneelmaandblad Het masker (1921-1922). Op woensdag 11 april 1928 zond de AVRO Teddy, jij en ik uit, zijn blijspel in drie bedrijven. Samen met Eduard Veterman publiceerde hij in 1922 een monografie over zijn zwager Cor van der Lugt Melsert die getrouwd was met Jans zus Annie van Ees) en twee jaar later een decadentistische roman, De hoornen van de maan, waarbij Veterman Aubrey Beardsley-achtige illustraties maakte. In 1935 verscheen nog een verzameling eenakters. In 1954 publiceerde Van Ees zijn toneelherinneringen onder de titel Wat krijgen we nou?